# چایانگ
چایانگ (به لاتین: Chaoyang District, Shantou) یک سکونتگاه مسکونی در جمهوری خلق چین است که در شانتو واقع شده‌است.